# Xenomyrmex panamanus
Xenomyrmex panamanus är en myrart som först beskrevs av Wheeler 1922.  Xenomyrmex panamanus ingår i släktet Xenomyrmex och familjen myror. Inga underarter finns listade i Catalogue of Life.

## Bildgalleri

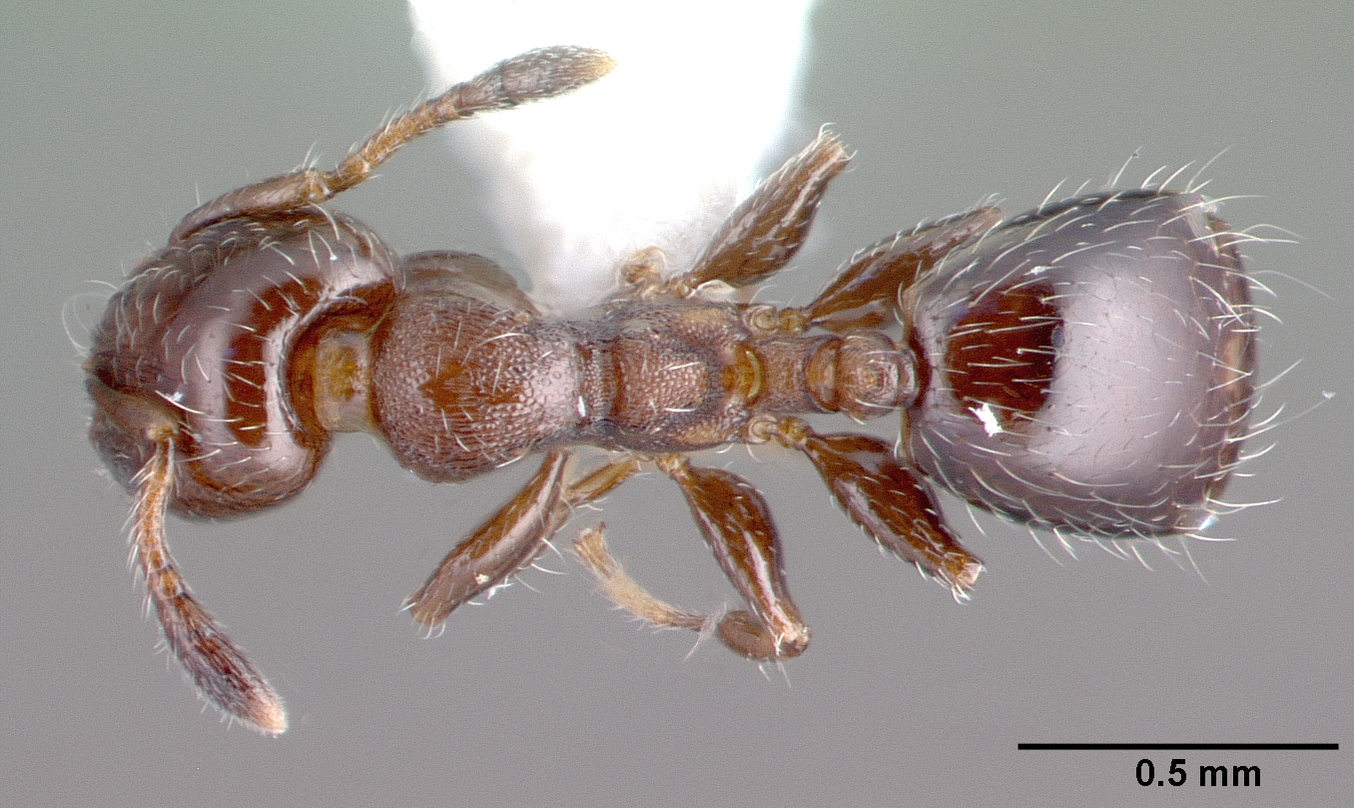
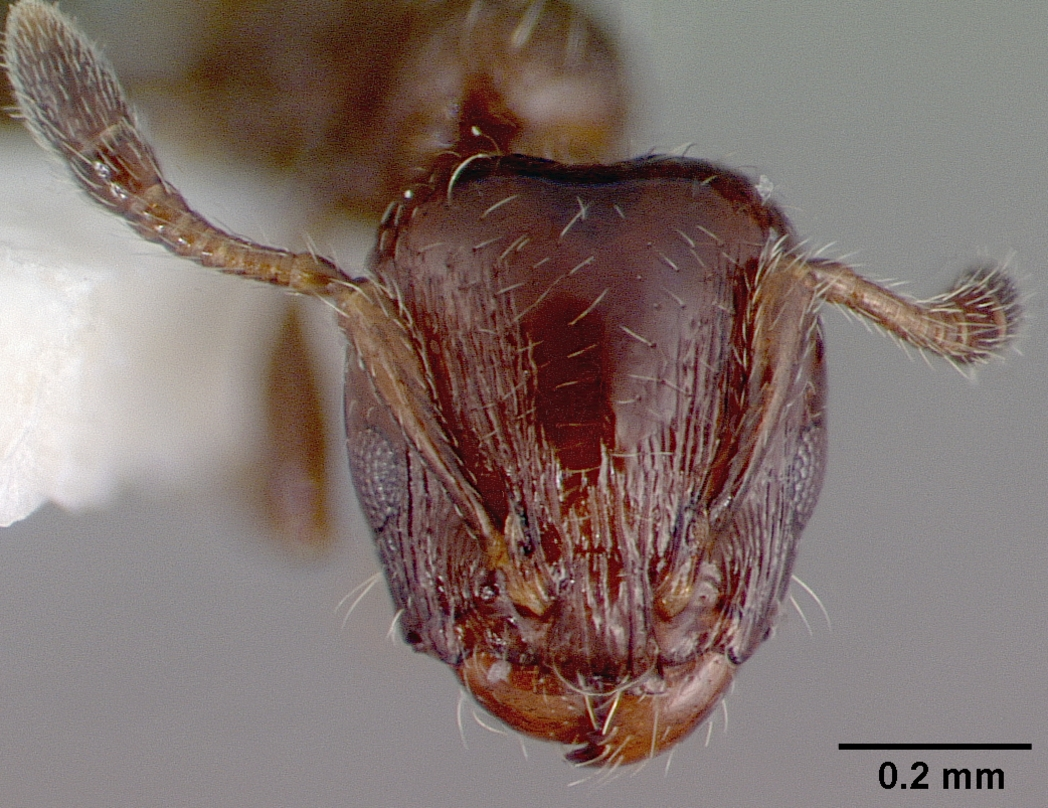
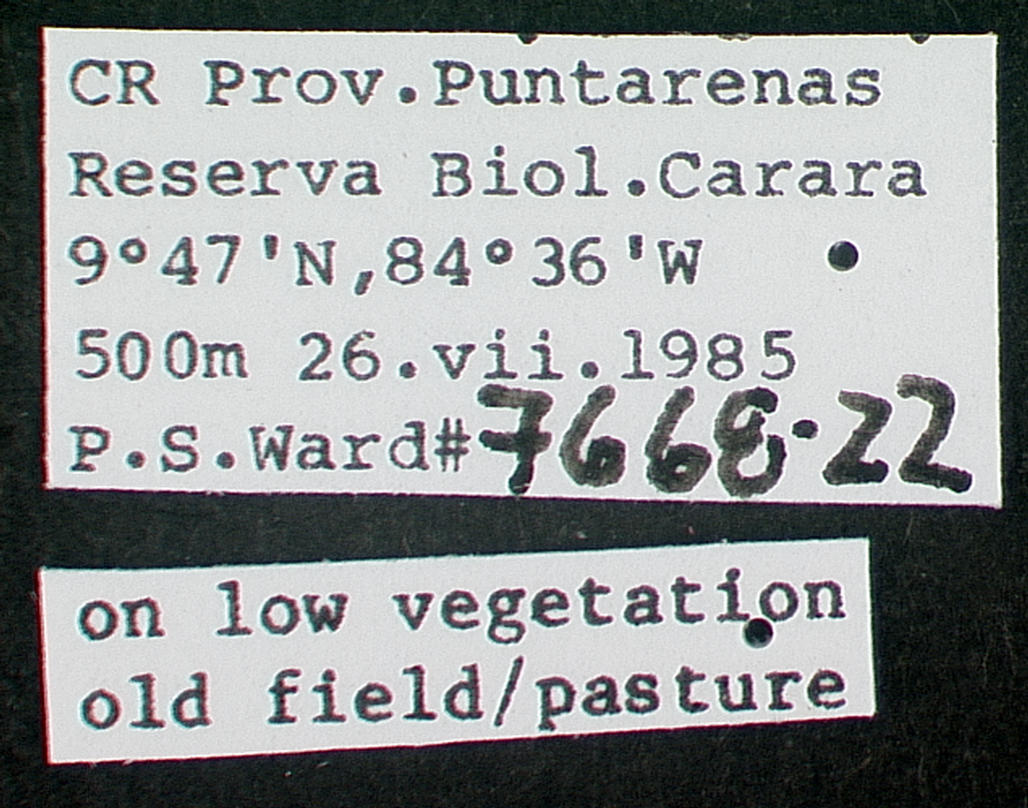
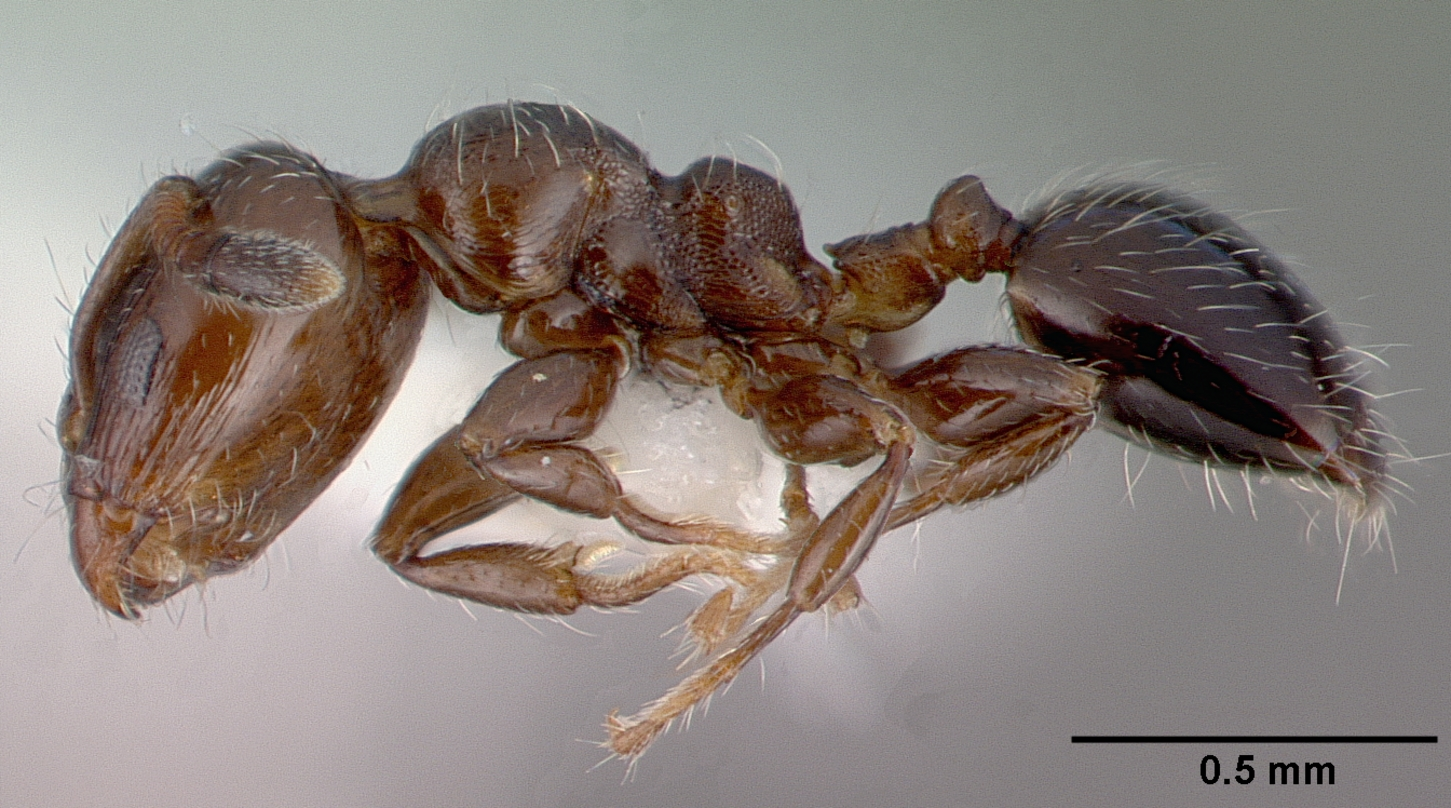